# Tupanvirus
فيروسصف دراسي:القصور الداخليعائلة:جنس:Tupanvirus
Tupanvirus هو اسم اثنين من الفيروسات العملاقة في أعماق المحيطات. يوجد هذا الفيروس العملاق في البيئات المائية القاسية. توصَف هذه الفيروسات بـالعملاقة -على عكس الصنف المنتظم- بسبب كبسولاتها الضخمة (أصداف البروتين التي تغلف الفيروسات-جسيمات الفيروس). سمي باسم Tupã (Tupan)، إله الرعد الغواراني. لم تُكتشَف هذه الأشكال الفيروسية الأكبر بكثير (العملاقة) حتى هذا القرن، لم تتميز هذه الفيروسات بحجمها الكبير فقط، بل كانت لديها أيضًا جينومات أكثر تعقيدًا، ما منحها القدرة على تصنيع البروتينات؛ ما مكّن القيام بأشياء مثل إصلاح الحمض النووي وتكرار الحمض النووي والنسخ والترجمة.